# Sextner Sonnenuhr

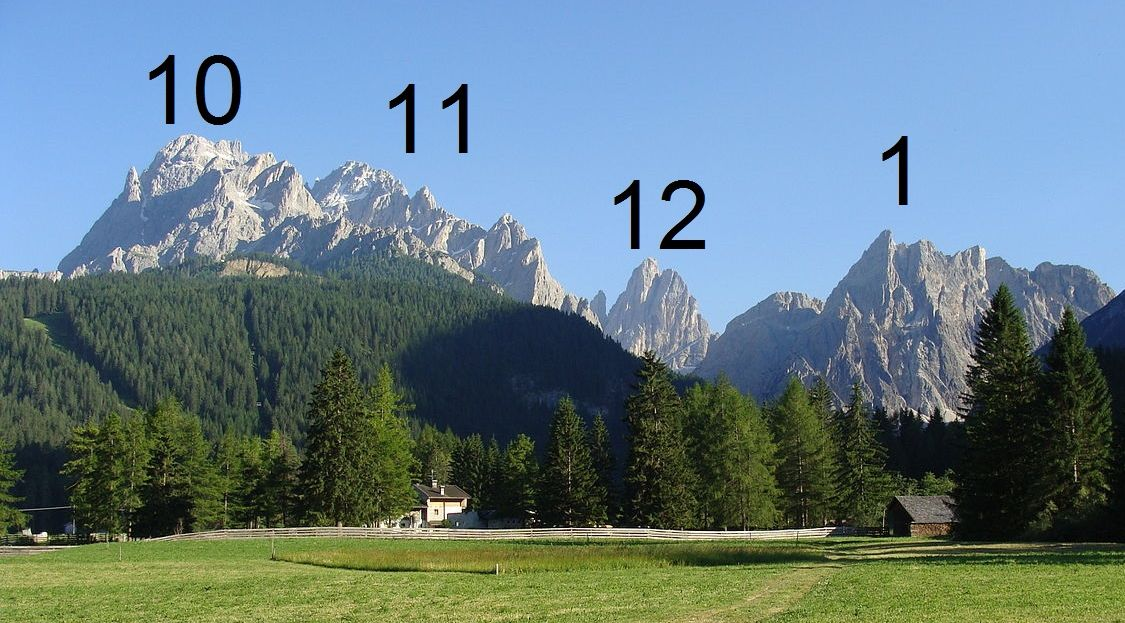
Sextner Sonnenuhr – Gipfel, die als Skalenpunkte einer Sonnenuhr dienen können (Stundenziffern eingezeichnet)

Als Sextner Sonnenuhr wird eine Reihe von Berggipfeln in den Sextner Dolomiten bezeichnet, die als Skalenpunkte einer am Horizont denkbaren Sonnenuhr dienen können. Hierzu gehören die fünf Gipfel von
- Neuner (Pala di Popera, 2582 m),

- Zehner (Croda Rossa di Sesto, 2965 m),

- Elfer (Cima Undici, 3092 m),

- Zwölfer (Croda dei Toni, 3094 m) und

- Einser (Cima Una, 2698 m).

Als Achter wird gelegentlich der Arzalpenkopf (Croda Sora i Colesei, 2371 m) bezeichnet, obgleich er dem Neuner zu nahe steht.
Die Berge der Sextener Sonnenuhr sind neben den Drei Zinnen ein Wahrzeichen der Landschaft um Sexten. Das gesamte Gebiet ist Teil des Naturparks Drei Zinnen.

## Funktionsweise

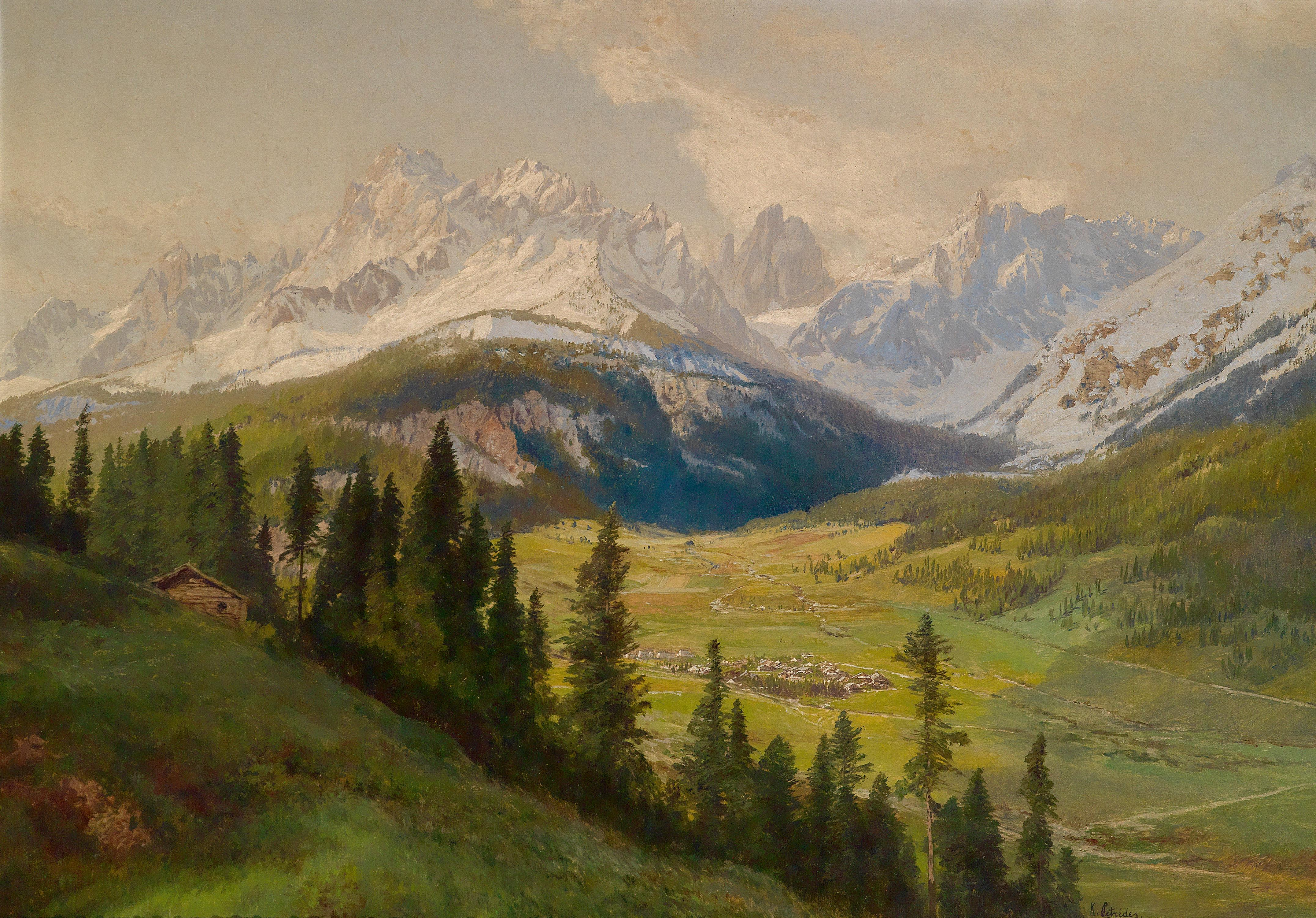
Blick von Norden auf Sexten mit Moos: am Horizont die Gipfel der Sextner Sonnenuhr (nebst Arzalpenkopf links)
(Gemälde von Konrad Petrides)

Die Funktion einer Sonnenuhr erfüllen diese Berggipfel nur für einen in bestimmter  Entfernung nördlich von ihnen gelegenen Standort, so für das im mittleren Sextental liegende Zentrum der Gemeinde Sexten. Vom Ortsteil Moos (geografische Koordinaten 46° 41′ Nord, 12° 22′ Ost) am Eingang des Fischleintals ist am besten zu beobachten, dass die Sonne im Tageslauf ihren Höchststand zu Mittag, 12 Uhr wahre Ortszeit, genau im Süden über dem Zwölfer (46° 37′ N, 12° 22′ O) erreicht.
Jeweils um eine Stunde verschoben steht die Sonne – mit jahreszeitlich unterschiedlich hohem Tagbogen – näherungsweise über den benannten benachbarten Berggipfeln. Diese Übereinstimmung gab in früheren Zeiten der Bevölkerung Sextens recht verlässlich die Tageszeit an. Auf die Anschaffung eines Sonnenuhr-Gerätes konnte verzichtet werden.
Ähnliche Bezüge mit entsprechenden Benennungen umgebender Gipfel sind auch andernorts zu finden, wie etwa die Almtaler Sonnenuhr in Österreich. Oft dient ein im Süden einer Ortschaft gelegener Gipfel als Mittagsweiser (siehe Zwölfer). 

## Galerie

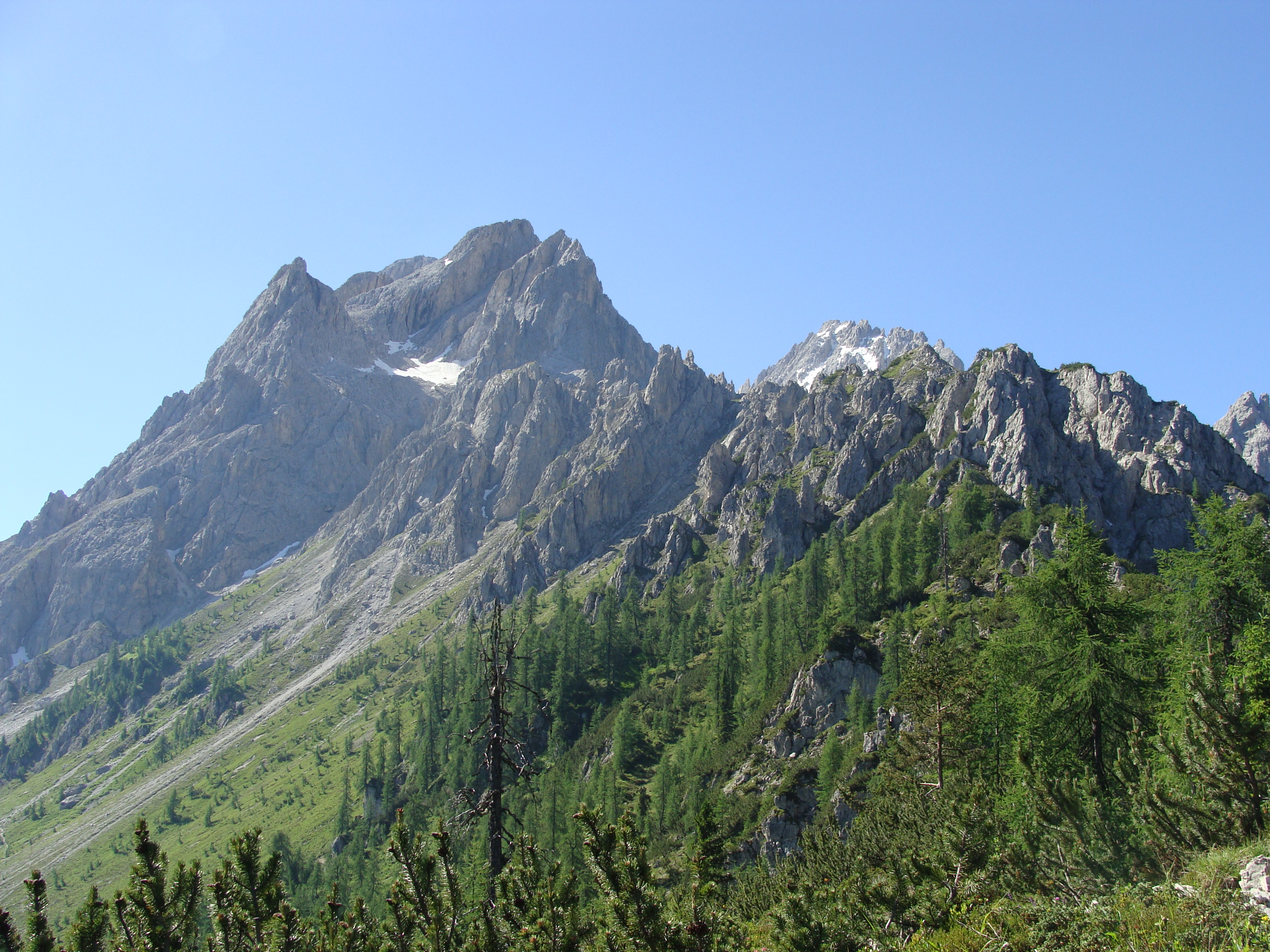
Zehner (Sextner Rotwand)
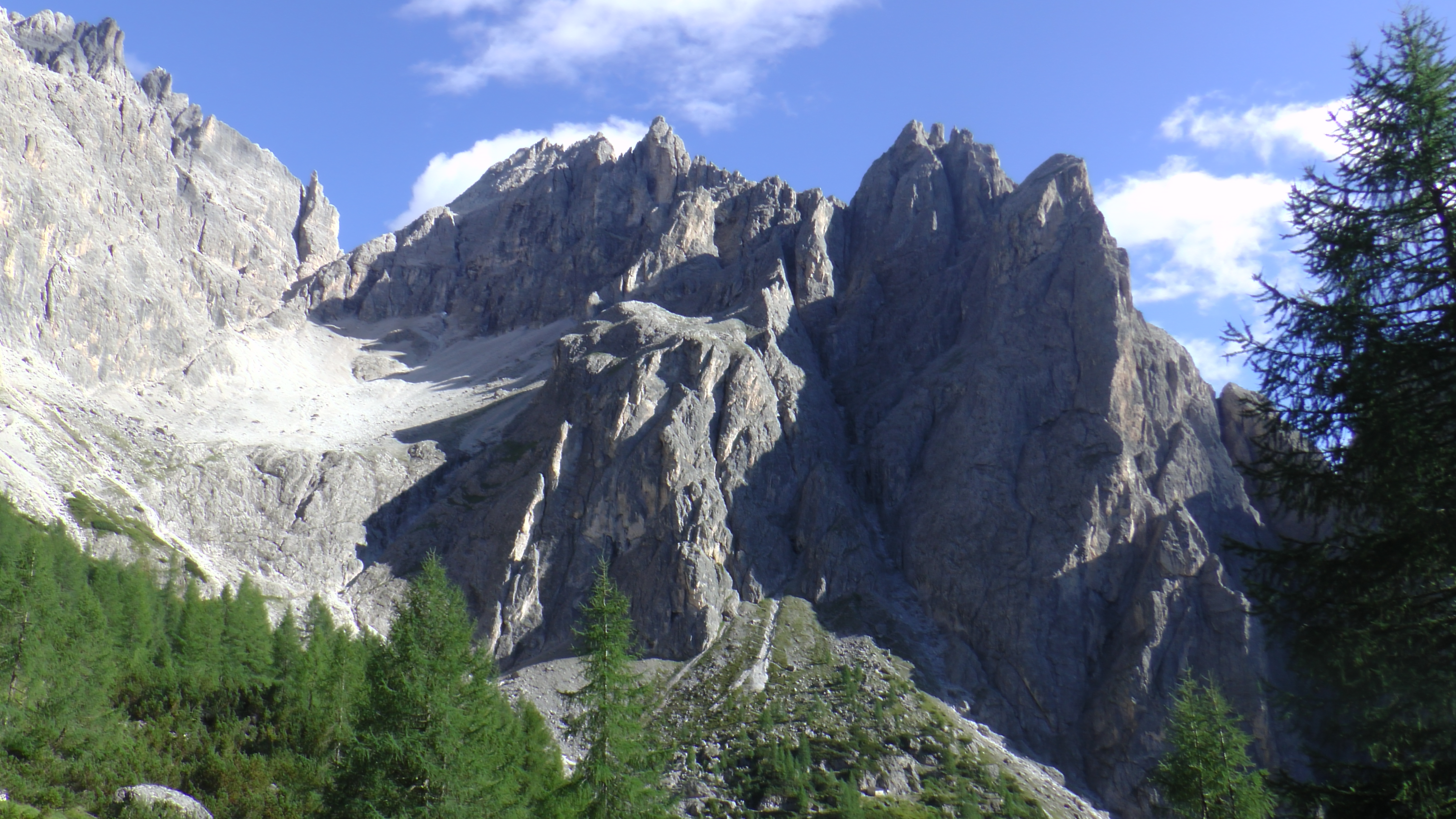
Elfer
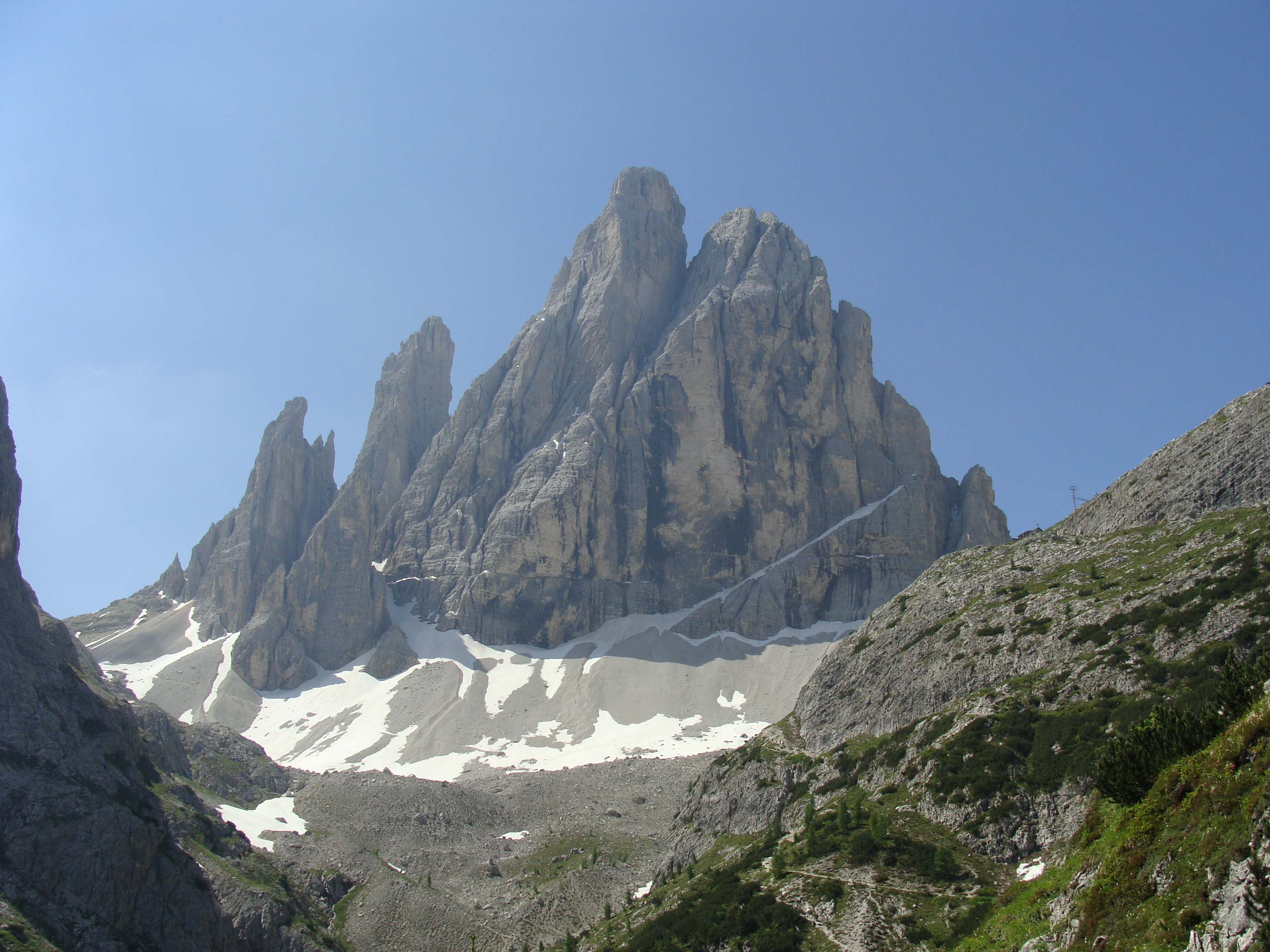
Zwölfer
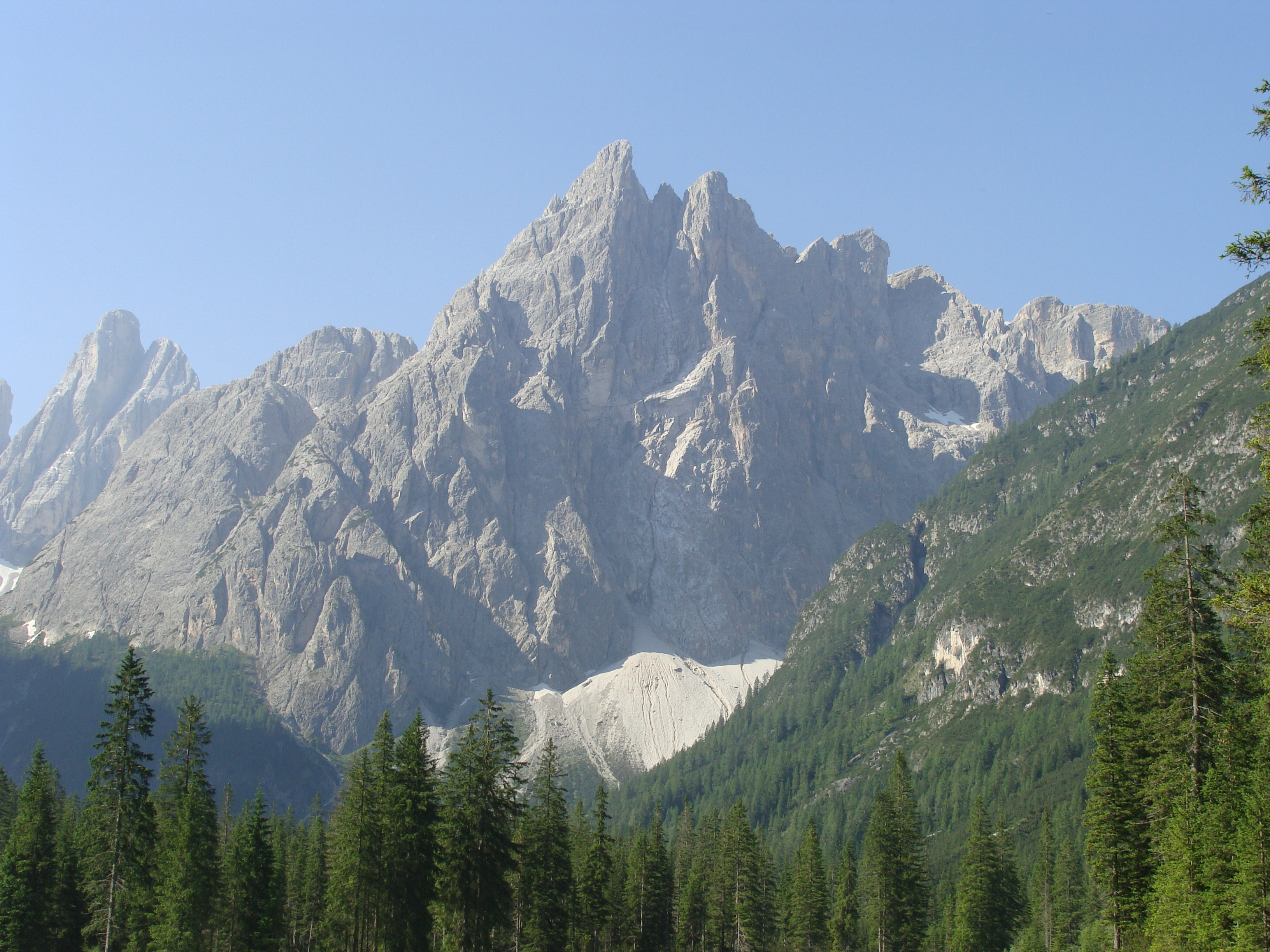
Einser